# 南雅典专区
南雅典专区（希臘語：Περιφερειακή ενότητα Νοτίου Τομέα Αθηνών）是希臘阿提卡大區的一个专区。轄區範圍包括原雅典州的南部地區。专区面积为69.4平方公里，2021年人口数量为529,455人。

## 行政
作为2011年卡利克拉提斯地方政府改革方案的一部分，原雅典州的部分地区设立为南雅典专区。南雅典专区包括8个市镇（括号中的数字对应信息框中地图上的数字）：
- 圣季米特里奥斯 (2)
- 阿利莫斯 (3)
- 埃利尼科-阿尔伊鲁波利 (4)
- 格利法扎 (5)
- 卡利塞亚 (1)
- 莫斯哈托-塔夫罗斯 (6)
- 新斯米爾尼 (7)
- 旧法利罗 (8)